# Elephas melitensis
Elephas melitensis és una espècie extinta d'elefant nan que visqué durant el Plistocè.
S'han trobat fòssils d'aquesta espècie a l'illa de Malta. Aquesta espècie, molt propera a Elephas falconeri però endèmica de Malta, era molt més petita que les espècies del continent. Alguns fòssils mostren que els adults no arribaven a mesurar un metre.
El seu avantpassat era probablement Elephas antiquus, un elefant de bosc que assolia tres metres d'alçada a la creu i que vivia en zones boscoses d'arreu d'Europa i part d'Àsia.
Durant les glaciacions, el nivell del mar era més baix que actualment i les illes estaven separades per distàncies menors o unides per istmes. Així, els elefants pogueren migrar a les futures illes; també són bons nedadors i haurien pogut nedar d'illa en illa sempre que no fossin grans distàncies. La fi de l'última glaciació europea i la fosa del gel feren pujar el nivell del mar, impedint que els animals continuessin circulant. En les espècies que originalment tenien una mida gran, l'aïllament geogràfic en absència de depredadors induí un fenomen evolutiu conegut com a «nanisme insular». Els elefants de les illes mediterrànies evolucionaren així vers espècies de mida més petita.